# 君を探して
「君を探して」（きみをさがして）は、VisioNの1枚目のシングル（20世紀Jr.からの派生シングルと考えると通算4枚目）。1992年3月21日にヴァージン・ジャパンよりリリース。

## 解説
20世紀Jr.からVisioNに改名して初のシングル。前作「Everything Will Be Allright」より約2年3ヵ月ぶりのリリース。「君を探して」はアルバム『VisioN-I』、c/wの「すべて君しだい」はアルバム『VisioN-II』に収録されている。

## 収録曲
（全作詞：小室光子、作曲：MIYABI、YUKI、TERU、TAKE）
1. 君を探して
2. すべて君しだい